# Microdipoena
Microdipoena is een geslacht van spinnen uit de  familie van de Mysmenidae.

## Soorten
- Microdipoena elsae Saaristo, 1978
- Microdipoena guttata Banks, 1895
- Microdipoena nyungwe Baert, 1989
- Microdipoena vanstallei Baert, 1985